# Alysha Newman
Pour les articles homonymes, voir Newman.
Alysha Newman, née le 29 juin 1994 à London (Ontario), est une athlète canadienne dont la spécialité est le saut à la perche. Elle est médaillée de bronze aux Jeux olympiques de Paris 2024.

## Biographie
Talentueuse gymnaste depuis l'âge de 6 ans, Alysha Newman se reconvertit à l'athlétisme à la suite d'une blessure au dos. Après s'être essayée aux haies, elle passe au saut à la perche.
Elle remporte la médaille d’or aux championnats panaméricains juniors 2013 à Medellín.
Elle participe aux Jeux du Commonwealth 2014 où elle remporte une médaille de bronze.
En 2016 elle réalise 4,50 m en salle, puis 4,60 m en plein air à Coral Gables. Peu avant les Jeux olympiques, elle franchit 4,61 m dans sa ville natale de London, signant un nouveau record du Canada. À Rio elle en reste à 4,45 m et échoue à la phase des qualifications.
Début 2017 elle établit un nouveau record national en salle avec 4,65 m. Le 8 avril, elle porte le record national en plein air à 4,71 m. En août, elle atteint sa première finale mondiale à l'occasion des championnats du monde de Londres où elle termine 7e avec 4,65 m. Cette hauteur est également celle à laquelle se joue la médaille de bronze, décrochée par la Vénézuélienne Robeilys Peinado et la Cubaine Yarisley Silva. Le 27 août, lors de la réunion de Beckum en Allemagne, elle porte le record du Canada à 4,75 m et se classe 2e de la compétition.
Le 3 mars 2018, Alysha Newman termine à la 6e place des championnats du monde en salle de Birmingham. Avec un saut à 4,70 m, elle améliore son propre record du Canada en salle. Le 13 avril, lors des Jeux du Commonwealth de Gold Coast, la Canadienne égale son record national en plein air de 4,75 m pour remporter la médaille d'or devant la Néozélandaise Eliza McCartney (4,70 m) et l'Australienne Nina Kennedy. Elle améliore l'ancien record des Jeux, qui était de 4,62 m depuis 2006 par Kym Howe.
Le 18 juillet 2019, à Jockgrim, elle porte son record personnel et national à 4,77 m. Au Meeting de Paris 2019 le 24 août, elle améliore encore une fois son record personnel et national en passant la barre de 4,82 m. Ce saut lui permet de remporter le meeting devant la Grecque Ekateríni Stefanídi et l'Américaine Sandi Morris. Le 29, elle améliore le record du Canada en salle avec un saut à 4,82 m lors du Weltklasse Zurich.
Elle se classe 5e des championnats du monde 2019 avec 4,80 m.
En avril 2021, trois mois avant les Jeux olympiques de Tokyo, Alysha Newman glisse en entrant dans la baignoire d’un hôtel à Des Moines. Sa tête en heurte le bec. Elle parvient à appeler son agent, présent dans l’hôtel, mais est incapable de lui ouvrir la porte. Lorsque l’agent réussit à entrer avec le concours du personnel de l'hôtel, la Canadienne est assise au sol après avoir vomi. Les médecins de l’équipe olympique examinent l’athlète dans sa chambre d’hôtel. Ils diagnostiquent chez elle un traumatisme crânien et ne la transfèrent pas à l’hôpital. Newman part pour un nouveau camp d'entraînement et continue sa préparation pour les Jeux. Après cet accident, elle subit une forte anxiété qui augmente à l’approche des Jeux olympiques. Elle commence à boire abondamment de l'alcool. Pour honorer ses contrats de sponsoring qui la rémunèrent pour sa présence à l'événement mondial, Newman participe aux Jeux de Tokyo. Cependant elle n'y passe aucune barre, échouant à 4,25 m. Au lendemain de cet échec sportif, elle prend un vol Air Canada pour Toronto et commande tellement de coupes de champagne que les autorités canadiennes doivent l’escorter hors de l'avion.
Après une pause d'entraînement de six mois, Alysha Newman reprend la compétition en 2022. Elle passe 4,70 m en mai avant de mettre un terme à sa saison en août pour une blessure au talon. Initialement non retenue dans la liste des athlètes canadiens élite et, de fait, privée d’une bourse annuelle de 21 000 $, elle fait appel. La procédure aboutit à sa réintégration en novembre.
En 2022, au sein de l'équipe canadienne des Jeux olympiques de Tokyo, Newman est l'athlète qui réunit le plus grand nombre de followers sur Instagram.
Le 22 février 2024, Newman bat son record personnel et le record du Canada de saut à la perche en salle, avec un saut à 4,83 m, lors du All Stars Perche de Clermont-Ferrand, en France.
Le 7 août 2024, la Canadienne termine 3e aux Jeux olympiques de Paris 2024. Elle remporte ainsi le bronze derrière Nina Kennedy en or et Katie Moon en argent. De plus elle élève une nouvelle fois le record national canadien ainsi que son propre record avec un saut à 4,85 m.

## Vie privée
Depuis 2015, elle est en couple avec le joueur de football américain Anthony Chickillo,.
En 2022, elle ouvre un compte OnlyFans afin d'y vendre des photos de charme.

## Palmarès
| Date | Compétition                        | Lieu                               | Résultat | Marque  |
| ---- | ---------------------------------- | ---------------------------------- | -------- | ------- |
| 2011 | Championnats du monde cadets       | Lille                              | 12e      | 3,75 m  |
| 2013 | Championnats panaméricains juniors | Medellín                           | 1re      | 4,40 m  |
| 2013 | Jeux de la Francophonie            | Nice                               | 5e       | 4,10 m  |
| 2014 | Jeux du Commonwealth               | Glasgow                            | 3e       | 3,80 m  |
| 2017 | Championnats du monde              | Londres                            | 7e       | 4,65 m  |
| 2017 | Ligue de diamant                   | Ligue de diamant                   | 3e       | 4,75 m  |
| 2018 | Championnats du monde en salle     | Birmingham                         | 6e       | 4,70 m  |
| 2018 | Jeux du Commonwealth               | Gold Coast                         | 1re      | 4,75 m  |
| 2019 | Jeux panaméricains                 | Lima                               | 3e       | 4,55 m  |
| 2019 | Ligue de diamant                   | Ligue de diamant                   | 3e       | 4,77 m  |
| 2019 | Championnats du monde              | Doha                               | 5e       | 4,80 m  |
| 2023 | Circuit mondial en salle de l'IAAF | Circuit mondial en salle de l'IAAF | 1re      | détails |
| 2024 | Jeux olympiques                    | Paris                              | 3e       | 4,85 m  |

## Records
| Épreuve          | Épreuve   | Marque      | Lieu             | Date            |
| ---------------- | --------- | ----------- | ---------------- | --------------- |
| Saut à la perche | Plein air | 4,85 m (NR) | Saint-Denis      | 7 août 2024     |
| Saut à la perche | En salle  | 4,83 m (NR) | Clermont-Ferrand | 22 février 2024 |